# Atimia helenae
Atimia helenae là một loài bọ cánh cứng trong họ Cerambycidae.